# Checoslovaquia en los Juegos Olímpicos de Tokio 1964
Checoslovaquia estuvo representada en los Juegos Olímpicos de Tokio 1964 por un total de 104 deportistas que compitieron en 13 deportes.  
El portador de la bandera en la ceremonia de apertura fue el gimnasta Karel Klečka.

## Medallistas
El equipo olímpico checoslovaco obtuvo las siguientes medallas:
| Nombre | Deporte            | Competición                    |
| --- | ------------------ | ------------------------------ |
| Oro |                    |                                |
| Jiří Daler | Ciclismo en pista  | Persecución ind. M             |
| Věra Čáslavská | Gimnasia artística | Concurso completo ind. F       |
| Věra Čáslavská | Gimnasia artística | Salto de potro F               |
| Věra Čáslavská | Gimnasia artística | Barra F                        |
| Hans Zdražila | Halterofilia       | 75 kg M                        |
| Plata |                    |                                |
| Josef Odložil | Atletismo          | 1500 m M                       |
| Ludvík Daněk | Atletismo          | Disco M                        |
| Equipo | Fútbol             | Torneo M                       |
| Věra Čáslavská Marianna Krajčírová Jana Posnerová Hana Růžičková Jaroslava Sedláčková Adolfína Tkačíková                     | Gimnasia artística | Concurso completo por eqs. F   |
| Jiří Komarník | Lucha grecorromana | 87 kg M                        |
| Equipo | Voleibol           | Torneo M                       |
| Bronce |                    |                                |
| Vladimír Andrs Pavel Hofmann                                                                                                 | Remo               | Doble scull (M2x) M            |
| Petr Čermák Jiří Lundák Jan Mrvík Július Toček Josef Věntus Luděk Pojezný Bohumil Janoušek Richard Nový Miroslav Koníček (t) | Remo               | Ocho con timonel (M8+) M       |
| Lubomír Nácovský | Tiro               | Pistola rápida de fuego 25 m M |